# Kotzenbergscher Hof
Der Kotzenbergsche Hof ist ein denkmalgeschützter Weserrenaissancebau im Stadtteil Horn von Horn-Bad Meinberg im Kreis Lippe (Nordrhein-Westfalen).

## Geschichte und Architektur
Der Hof geht zurück auf den Hornschen Amtmann Johann Hermann Kotzenberg, der das Gebäude 1616 errichten ließ. Der zweigeschossige Bau bestand aus zwei winklig aneinandergesetzten Flügeln der Ausmaße 31,2 × 11,8 m (Nordflügel) bzw. 25,2 × 10,25 m (Westflügel, zum Marktplatz).
Unter Adam Heinrich von Kotzenberg (die Familie wurde 1674 nobilitiert) erfolgte zwischen 1679 und 1681 der erste Umbau in Form von zwei Barockportalen und einem Kamin, zudem wurden eine Bierbrauerei und eine Branntweinbrennerei eingerichtet.
Später wechselten die Besitzverhältnisse mehrfach, bis das Gebäude im Jahr 1880 von der Familie Vialon erworben und zu einem Hotel – ursprünglich „Teutoburger Hof“, nachher „Vialon“ – umgebaut wurde. Nach 126 Jahren im Familienbesitz musste das Hotel Ende 2006 schließen und befand sich dann wieder in Kotzenbergschem Familienbesitz. Ronald Kotzenberg hat den östlichen Anbau von 1920 sowie die Garagen abreißen lassen und plante, den Hof zu renovieren und wieder als Hotel nutzbar zu machen.
2017 kaufte die Stadt das Gebäude und will es nach der Renovierung als Bürgerzentrum und Bürogebäude für die Stadtverwaltung nutzen.